# Alto Vista Kapel
De Alto Vista Kapel is een kapel in Alto Vista, Noord op Aruba. De kapel is gebouwd in 1750 en herbouwd in 1952.

## Geschiedenis
Domingo Antonio Syvestre was stichter en eerste bestuurder van de kapel. De meeste inheemsen leefden in het noordoosten van het eiland rond Alto Vista. Op 20 april 1750 werd de eerste kapel ingewijd door pater Pablo de Algemesi, en was gewijd aan Maria, de moeder van Jezus. De kapel was bedoeld om de inheemse bevolking te bekeren. De West-Indische Compagnie had kolonisatie van het eiland verboden en er waren ook weinig slaven. In 1806 waren er 141 inheemse gezinnen, en 60 blanke gezinnen, maar er brak een epidemie uit, en de overgebleven inheemsen verhuisden naar Noord. In 1816 was de kapel verlaten, en verviel tot een ruïne.
Francisca Lacle was een schoolmeester in Aruba die vond dat de kapel in ere moest worden hersteld. Ze wierf NAƒ5.000 aan fondsen, en haalde een Mariabeeld uit Nederland. Tussen maart en mei 1952 werd de nieuwe kapel gebouwd op de locatie van haar voorvanger. J.A. Hille waarnemend directeur van D.O.W. (Dienst Openbare Werken) was de architect van de wederopbouw. Wekelijks worden diensten verzorgd in de kapel.
Alto Vista Kapel · Beth Israël Synagoge · Sint-Annakerk · Sint-Filomenakerk · Sint-Franciscuskerk · Protestantse kerk · Protestantse kerk Piedra Plat